# Kōshin'etsu
Kōshin'etsu (甲信越) nó là một trong ba tiểu vùng của khu vực Chūbu ở Nhật Bản bao gồm các tỉnh Yamanashi, Nagano và Niigata.
Tên Kōshin'etsu là một từ ghép được hình thành từ tên của các tỉnh cũ liền kề nhau - Kai (nay là Yamanashi), Shinano (nay là Nagano) và Echigo (nay là Niigata). Khu vực này được bao quanh bởi Biển Nhật Bản ở phía tây bắc, vùng Hokuriku ở phía tây, vùng Tōkai ở phía tây nam, vùng Kantō ở phía đông nam và vùng Tōhoku ở phía đông bắc. Tên của khu vực địa lý này thường được kết hợp với vùng Kantō (như trong "Kantō-Kōshin'etsu"); và đôi khi nó được kết hợp với vùng Hokuriku (như trong "Kantō-Kōshin'etsu-Hokuriku" hoặc "Hokuriku-Kōshin'etsu")

## Kinh tế
Nền kinh tế của tiểu vùng Kōshin'etsu lớn và rất đa dạng, tập trung mạnh vào đồ bạc, điện tử, công nghệ thông tin, cơ khí chính xác, nông nghiệp, thực phẩm, và du lịch. Nơi đây cũng sản xuất dầu thô. Cho đến năm 1989, tiểu vùng Kōshin'etsu cũng tham gia khai thác vàng, đặc biệt là tại đảo Sado.

## Nhân khẩu học
Theo dữ liệu điều tra dân số của Nhật Bản,  tiểu vùng Kōshin'etsu đã có mức tăng trưởng dân số âm kể từ năm 2000